# Charles Picard

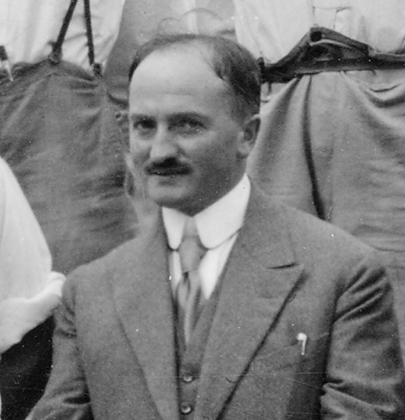
Charles Picard

Charles Picard (* 7. Juni 1883 in Arnay-le-Duc (Côte-d’Or); † 15. Dezember 1965 in Paris) war ein französischer Klassischer Archäologe.
Picard studierte nach dem Besuch des Lycée in Poitiers seit 1905 an der École normale supérieure in Paris, die er 1908 mit der Agrégation abschloss. Von 1909 bis 1913 war er Mitglied der École française d’Athènes, deren Generalsekretär er 1913/14 war. Nach dem Kriegsdienst 1914 bis 1918 war er 1919/20 Dozent für Archäologie an der Universität Bordeaux, bevor er von 1919 bis 1925 Direktor der École française d’Athènes wurde. Von 1925 bis 1927 war er Professor für Archäologie an der Universität Lyon. An der Universität von Paris war er von 1927 bis 1934 Professor für griechische Geschichte und von 1934 bis 1955 für antike Kunstgeschichte, dazu von 1937 bis 1961 Direktor des Institut d'art et d'archéologie. Seit 1932 war er Mitglied der Académie des inscriptions et belles-lettres und seit 1950 auswärtiges Mitglied der Königlich Niederländischen Akademie der Wissenschaften. Die Académie royale des Sciences, des Lettres et des Beaux-Arts de Belgique nahm ihn im Dezember 1953 als assoziiertes Mitglied auf. Er war Mitglied der Ehrenlegion (Kommandeur).
Sein Sohn Gilbert Charles-Picard war ebenfalls Klassischer Archäologe, ebenso wie sein Enkel Olivier Picard, der von 1981 bis 1992 auch Direktor der École française d’Athènes war. Seine Tochter Yvonne Picard (1920–1943), Philosophin und Mitglied der Résistance, wurde in Auschwitz ermordet.